# توس بومر
توس بومر (هلندی: Toos Beumer؛ زادهٔ ۵ ژوئیه ۱۹۴۷) شناگر اهل هلند بود.
وی در مسابقات کشوری و بین‌المللی در مجموع برندهٔ ۱ مدال طلا، ۲ مدال برنز شده‌است.